# Дандрод (трасса)

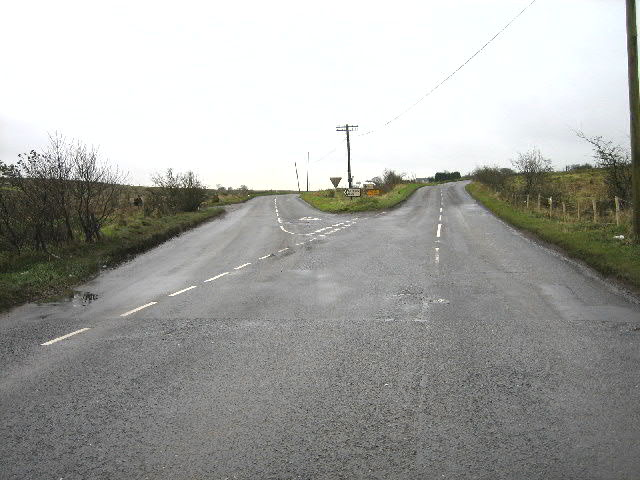
Шпилька Линдсей, одно из наиболее известных мест трассы

Dundrod — кольцевая гоночная трасса по дорогам общего пользования в Северной Ирландии, западнее Белфаста. С 1950 по 1953 года как Трофей Ольстера была внезачётным этапом автогонок Формулы-1 и Формулы-2, с 1953 по 1956 как Турист Трофи — британским этапом Чемпионата мира по автогонкам на спортивных автомобилях, и с 1953 по 1971 года как Гран-при Ольстера — этапом Чемпионата мира по шоссейно-кольцевым мотогонкам (в том числе чемпионата мира на мотоциклах с коляской). 
На середину 1950-х годов представляла собой относительно неширокую кольцевую дорогу, проходящую по малонаселенной местности, без обочин, с затрудняющими обзорность расположенными по обеим сторонам высокими земляными насыпями. Протяженность кольца — 12,1 км.